# Мартиновський район

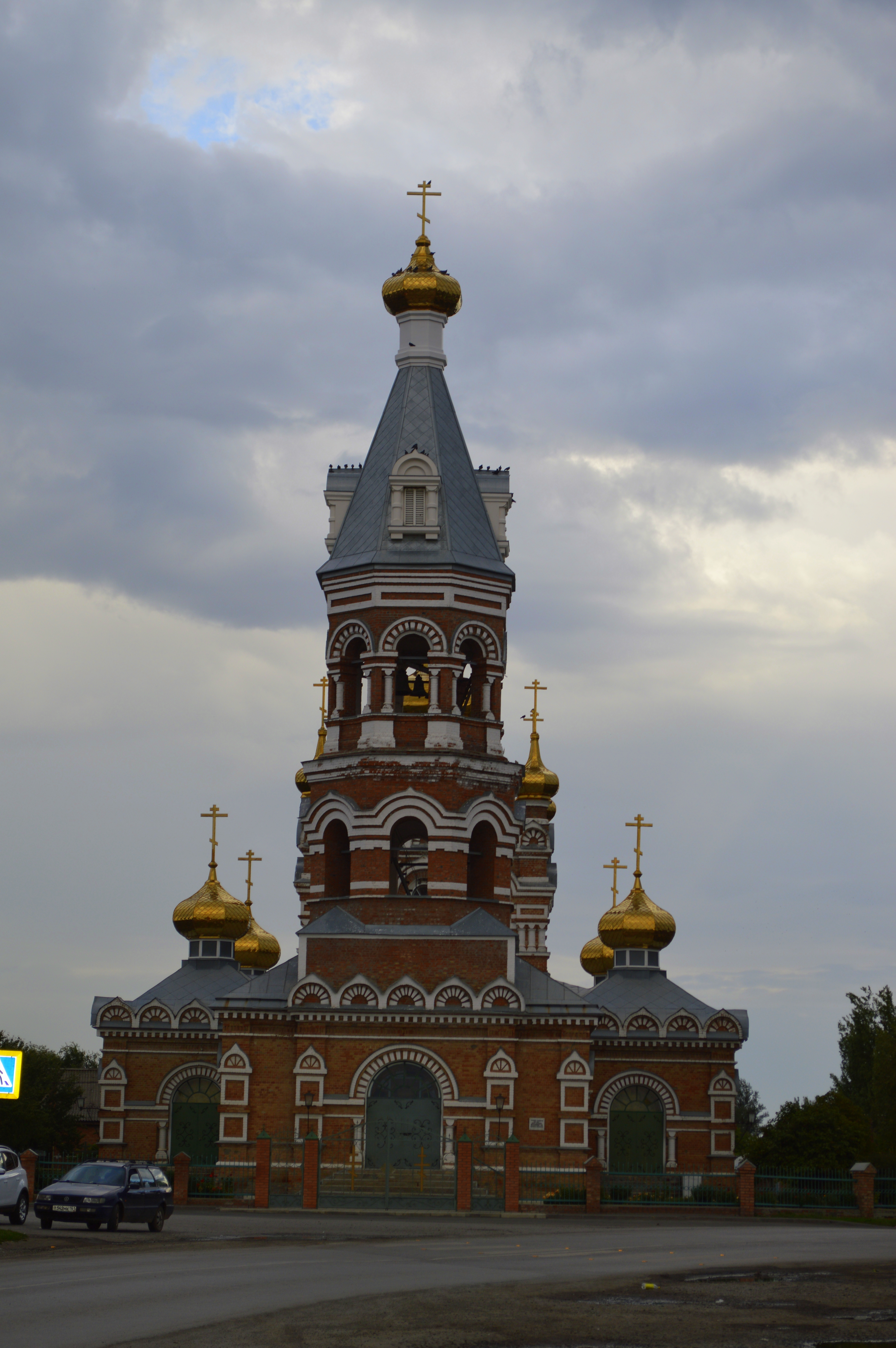
Свято-Троїцький храм у слободі Велика Мартинівка

Марти́новський райо́н (рос. Мартыновский район) — район у центральній частині Ростовської області Російської Федерації. Адміністративний центр — слобода Велика Мартиновка.

## Географія
Район розташований у центральній частині області, у межиріччі Дону та Манича. На півночі межує із Волгодонським районом, на сході — із Зимовніківським, на південному сході — із Орловським, на півдні — із Пролетарським, на заході та північному заході — із Семикаракорським районом.

## Історія
Мартиновський район був утворений 1935 року із частини Романовського району. На той час у районі діяло 36 колгоспів, 2 радгоспи та 2 МТС, 3 електростанції, цегляний завод, млин та ремонтну майстерню, 27 шкіл, 7 лікарень, 3 бібліотеки. 1944 року район збільшив свою площу за рахунок приєднання 5 сільрад ліквідованого Калмицького району. У лютому 1963 року район ліквідований, а територія розділена між Семикаракорським та Цимлянським районами. У листопаді 1965 року район був відновлений у своїх межах.

## Населення
Населення району становить 35613 осіб (2013; 36545 в 2010).

## Адміністративний поділ
Район адміністративно поділяється на 9 сільських поселень, які об'єднують 57 сільських населених пунктів:
| Поселення                          | Площа, км² | Населення, осіб (2010) | Центр             | Населені пункти |
| ---------------------------------- | ---------- | ---------------------- | ----------------- | --------------- |
| Великоорловське сільське поселення | -          | 5478                   | Велика Орловка    | 3               |
| Зеленолузьке сільське поселення    | -          | 3738                   | Зеленолузький     | 7               |
| Ільїновське сільське поселення     | -          | 1927                   | Ільїнов           | 6               |
| Комаровське сільське поселення     | -          | 2510                   | Комаров           | 6               |
| Малоорловське сільське поселення   | -          | 5350                   | Малоорловський    | 6               |
| Мартиновський сільське поселення   | -          | 7246                   | Велика Мартиновка | 5               |
| Новоселовське сільське поселення   | -          | 2118                   | Новоселовка       | 8               |
| Рубашкінське сільське поселення    | -          | 3334                   | Новомартиновський | 10              |
| Южненське сільське поселення       | -          | 4844                   | Южний             | 6               |

### Найбільші населені пункти
| №  | Населений пункт   | Населення, осіб (2010) |
| -- | ----------------- | ---------------------- |
| 1  | Велика Мартиновка | 6 158                  |
| 2  | Велика Орловка    | 4 063                  |
| 3  | Южний             | 2 495                  |
| 4  | Зеленолузький     | 1 486                  |
| 5  | Малоорловський    | 1 313                  |
| 6  | Крутобережний     | 1 280                  |
| 7  | Ільїнов           | 1 202                  |
| 8  | Новосадковський   | 1 144                  |
| 9  | Комаров           | 1 046                  |
| 10 | Лісний            | 1 018                  |

## Економіка
Район є сільськогосподарським, тут працює 16 колективних господарств, які займаються вирощуванням зернових, технічних культур та тваринництвом. Розвивається переробна промисловість сільськогосподарської продукції. Район має запаси сировини для виробництва цегли.